# Корниенко, Нелли Ивановна
Не́лли Ива́новна Корние́нко (23 мая 1938, Москва — 9 мая 2019) — советская и российская актриса театра и кино, театральный педагог. Народная артистка РСФСР (1974).

## Биография
Родилась 23 мая 1938 года.
В 1959 году, после окончания Театрального училища имени М .С. Щепкина (курс В. И. Коршунова) — была приглашена в труппу Малого театра, где вскоре стала одной из ведущих актрис.
В 1980—1988 годах — преподавала в Театральном училище имени Щепкина.
В кино снималась с 1960 года.
Скончалась 9 мая 2019 года в возрасте восьмидесяти лет после продолжительной болезни. Прощание с актрисой прошло 13 мая в Малом театре. Прах захоронен в колумбарии на Донском кладбище (колумбарий 18, зал 10.

### Личная жизнь
Была замужем за актёром Юрием Васильевым (1939—1999). В браке родилась дочь Екатерина (род. 1967). Внук — Николай (род. 1993)

## Фильмография
- 1960 — Ловцы губок — Ленье (главная роль)
- 1965 — Наш дом — Таня
- 1973 — Так и будет (фильм-спектакль) — Оля (главная роль)
- 1974 — Дом Островского (фильм-спектакль) — Купава / Лидия Чебоксарова
- 1974 — Птицы нашей молодости (фильм-спектакль) — Докица
- 1977 — Горе от ума (фильм-спектакль) — Софья Павловна
- 1978 — Средство Макропулоса (фильм-спектакль) — Эмилия Марти (главная роль)
- 1980 — Берег (фильм-спектакль) — Эмма
- 1980 — День рождения Терезы (фильм-спектакль) — Тереза (главная роль)
- 1980 — Заговор Фиеско в Генуе (фильм-спектакль) — Джулия
- 1980 — Скандальное происшествие в Брикмилле — Делия Мун (главная роль)
- 1981 — Доходное место (фильм-спектакль) — Анна Павловна Вышневская (главная роль)
- 1982 — Дети Ванюшина (фильм-спектакль) — Людмила
- 1982 — Свидание с молодостью — Лена, жена Полякова
- 1986 — На бойком месте (фильм-спектакль) — Евгения Мироновна (главная роль)
- 1990 — … И аз воздам (фильм-спектакль) — Александра Фёдоровна (главная роль)
- 1992 — Непредвиденные визиты — Нина Григорьевна Ботвинская (главная роль)
- 1994 — Царь Борис (фильм-спектакль) — царица Мария Григорьевна

Озвучивание
- 1984 — Ночной цветок (мультфильм)
- 1987 — Мартынко (мультфильм) — Раиска

## Награды
- Орден Почёта (1999).
- Орден Дружбы народов (1989).
- Медаль «За доблестный труд в ознаменование 100-летия со дня рождения В. И. Ленина» (1970).
- Медаль «Ветеран труда» (1984).
- Народная артистка РСФСР (1974).
- Заслуженная артистка РСФСР (1969).